# Aleksander Januszek

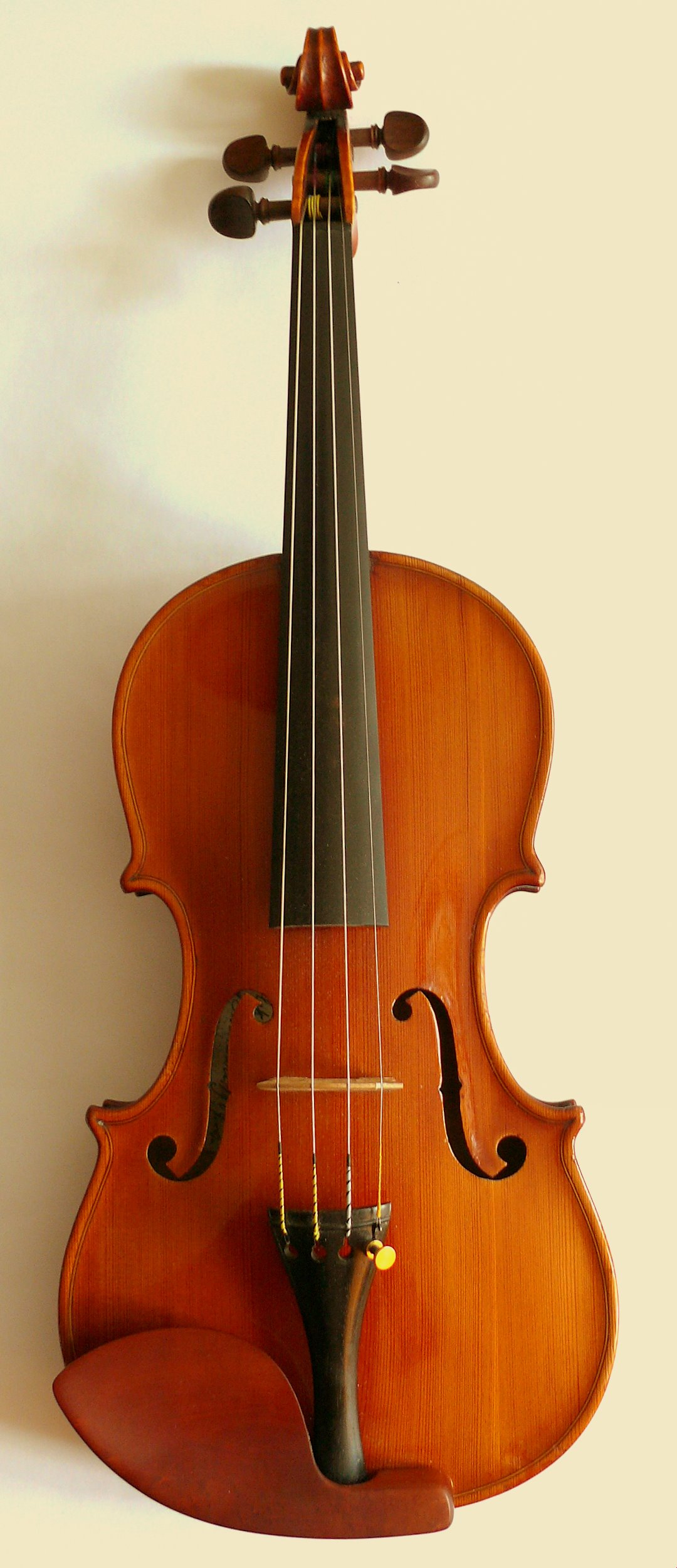

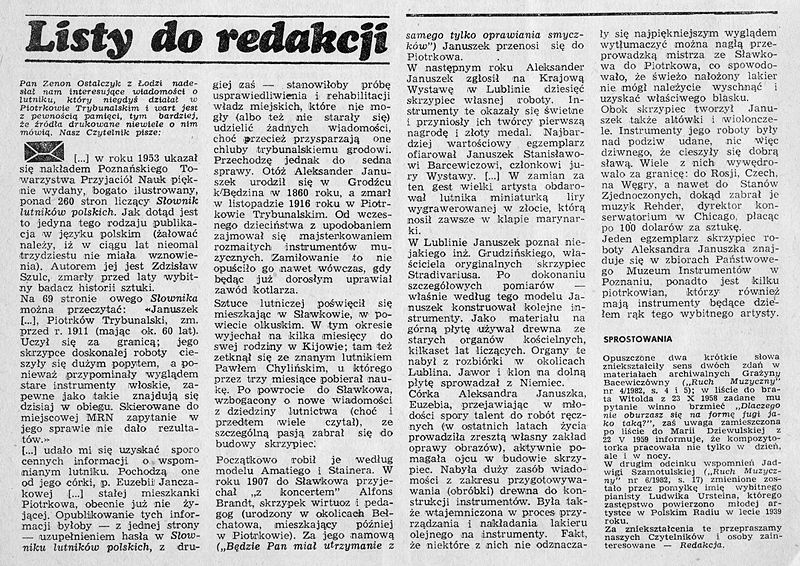

Aleksander Januszek (ur. w 1860 w Grodźcu, zm. w listopadzie 1916 w Piotrkowie Trybunalskim) – polski lutnik. 
Początkowo mieszkał w Sławkowie w powiecie olkuskim, gdzie konstruował skrzypce w oparciu o modele Amatiego i Steinera. Był uczniem Pawła Chylińskiego w Kijowie. W 1907 r. poznał Alfonsa Brandta, skrzypka i pedagoga, za jego namową Januszek przeprowadził się do Piotrkowa.
W 1908 r. Januszek zgłosił na krajową wystawę w Lublinie 10 skrzypiec własnej roboty. Instrumenty te przyniosły ich twórcy pierwszą nagrodę – złoty medal. Jeden z egzemplarzy został podarowany członkowi jury i skrzypkowi Stanisławowi Barcewiczowi.
W Lublinie Januszek poznał inż. Grudzińskiego, właściciela oryginalnych skrzypiec Antonio Stradivariego. Po dokonaniu szczegółowych pomiarów kolejne instrumenty konstruował na podstawie tego modelu.
Jako materiału na górną płytę używał drewna ze starych organów kościelnych, liczących kilkaset lat. Organy te nabył z rozbiórki w okolicach Lublina. Jawor i klon na dolną płytę sprowadzał z Niemiec. Poza skrzypcami budował także altówki i wiolonczele. Jeden egzemplarz skrzypiec Januszka znajduje się w zbiorach Muzeum Instrumentów w Poznaniu.